# Die (muzyk)
Die, (ur. 20 grudnia 1974 w Nabari, w prefekturze Mie) – japoński muzyk rockowy, członek zespołu Dir En Grey. Jest drugim gitarzystą oraz członkiem chórku zespołu. Wcześniej należał do zespołów ka.za.ri i La:Sadie's.
Napisał dla grupy wiele utworów, od nostalgicznych 304 Goushitsu, Hakushi no Sakura, przez niemal popowe Yokan, czy ostre, typowo metalowe Schwein no Isu, albo Children i bardziej energetyczne Wake czy Audrey. Podobnie jak Kaoru, Die lubi zróżnicowanie w rodzajach tworzonej muzyki, co jego zdaniem pozwala zachować ciekawe i niezwykle innowacyjne brzmienie.

## Instrumentarium
Die korzysta z gitar ESP. Posiada dwie serie sygnowanych gitar z ESP Custom Shop: modele DDT oraz D-DR. Obydwa modele oparte są na kształcie klasycznego Telecastera. Oryginał DDT jest tego kopią, a nowszy D-DR wydaje się być kombinacją Telecastera z ESP F-body. 
Repliki obydwu sygnowanych przez niego gitar są dostępne w Japonii dzięki ESP i Edwards. ESP oferuje repliki D-DR 300 oraz DDT #00004, zaś Edwards te same repliki modeli co ESP oraz miniaturę DDT.

### Gitary
- ESP DDT #00001
- ESP DDT #00002
- ESP DDT #00003
- ESP DDT #00004
- ESP DDT #00005
- ESP D-DR Prototypes
- ESP D-DR 300
- ESP MC Custom
- ESP Eclipse Custom
- ESP Die LP Custom
- ESP MA-300 SA
- Fender Esquire
- Morris MT5000

### Pickupy i inne akcesoria
- Mesa/Boogie 6x Red Leather 4x12 Standard Rectifier Cabinet
- Mesa/Boogie Red Leather Road King Guitar Head
- Mesa/Boogie TriAxis Preamp
- 2x VHT Power Amps
- Roland JC-120 Combo Amp
- Digital Music Corp. Ground Control Pro Foot Controller
- Tech 21 SansAmp PSA-1 Preamp
- MoogerFooger MF-102 Ring Modulator Pedal
- EH POG
- EH Small Clone Chorus
- EMG SA pickups at both bridge and neck on DDT #00001 and #00004
- Seymour Duncan SSL-4 at neck and ESP SS-RI-120R at bridge on DDT #00002, #00003, #00005, and the D-DR Prototypes.
- Seymour Duncan SH-1N at neck and SH-6B at bridge on D-DR 300
- ESP custom-printed picks
- ESP Dir en grey series guitar strap